# Уилкинс, Мак
Мак Уилкинс (англ. Malcolm Maurice Wilkins; род. 15 ноября 1950, Юджин, Орегон) — американский спортсмен-легкоатлет, специализировался на метании диска. Олимпийский чемпион, рекордсмен мира.

## Биография
В 1969 году окончил среднюю школу в Бивертоне, штат Орегон.
Тренировался у Билла Бауэрмана, пригласившего Уилкинса в Университет штата Орегон. Уилкинс отметился броском копья на 78,44 м.
Выступая за США на летних Олимпийских играх 1976 года в Монреале, выиграл золотую медаль. Пропустил Олимпиаду 1980 года в Москве из-за бойкота этих игр США. Однако он получил одну из 461 золотых медалей Конгресса, созданных специально для пропустивших Олимпиаду спортсменов.
Завоевал серебряную медаль на летних Олимпийских играх 1984 года в Лос-Анджелесе. На Олимпийских играх 1988 года в Сеуле (Корея) занял 5-е место.
Задействовав методы компьютерного анализа в тренировочном процессе, Уилкинс сумел повысить свои результаты. Долгое время он, завершая метательное движение, выполнял движение коленом, но компьютер показал, что коленный сустав следует закрепить, что приведёт к увеличению дальности полёта диска до 3 м. После трёхдневной тренировки Уилкинс обновил мировой рекорд — 70.86.
За свою карьеру четыре раза обновлял мировой рекорд (24 апреля 1976 и трижды в один день — 1 мая 1976).
В 1976, 1977, 1979 и 1980 годах показывал лучший результат сезона в мире. В 1977 году выиграл национальный чемпионат в толкании ядра, показав 21,06 м.
С 2006 по 2013 год Уилкинс работал тренером метателей диска в Университете Конкордия, школе NAIA в Портленде, штат Орегон.